# クリスマス・カンタータ
クリスマス・カンタータ（Une Cantate de Noël）は、スイスの作曲家アルテュール・オネゲルの最後の作品である。

## 作曲の経緯
元々この曲は、1945年頃に着想した受難劇であったようだが、受難劇という形では完成されなかった。そして、既に心疾患を患っていたオネゲルは自らの死を目前にした1953年、この作品を予定の期日を大幅に遅れて完成させ、1955年に永眠した。

## 初演
1953年12月18日、パウル・ザッハー指揮、バーゼル室内管弦楽団、デリック・オルセン（バリトン）、バーゼル室内合唱団によりバーゼルにて初演された。

## 編成
バリトン独唱、児童合唱（ただしユニゾン）、混声合唱、フルート2（うちピッコロ持ち替え1）オーボエ2、クラリネット2、ファゴット2、ホルン4、トランペット3、トロンボーン3、ハープ、弦楽五部、オルガン。なお、独唱・合唱・管弦楽・オルガンを全て含めての完全な全合奏で響く部分は一度も無い。管弦楽のみの全合奏は、終結部にわずかにみられる。

## 作品の概要
テキストは、スイス人のオネゲルらしくフランス語・ドイツ語・ラテン語が用いられている。
全体は大きく3つに分かれ、「暗黒の時代」「キリスト生誕」「賛歌」のように考えられる。しかし、これは時代背景に置き換えると「戦乱」「平和」「人間賛歌」のように考えられないことも無い。
冒頭、オルガンがどっしりと不協和音を響かせる。チェロが断片的に動き、合唱におどろおどろしいヴォカリーズが現れる。この部分は変ホ短調と考えられる。木管楽器が絡み合う中、男声が厳かに「デ・プロフンディス（深き淵より）」を歌い、女声に受け渡される。しかし再びヴォカリーズとなり、やや速度を速めてファンファーレを伴って盛り上がる。頂点で速度を落とし「おお、来たれよ!」と悲痛に叫ぶと、児童合唱が変イ長調の穏やかで童謡風の旋律を歌う。この応答が繰り返されるとバリトン・ソロとなり、やがて児童合唱に賛美歌『エッサイの根より』が現れ、合唱が『神の子は生まれ給えり』と応じる明るい部分となる。この部分はホ長調である。この応答もしばらく続き、変イ長調のやや舞曲風の部分となる。速度を落とし、ロ長調に転じて4分の6拍子と8分の18拍子が同時に響く複雑を極める部分となり、賛美歌『きよしこの夜』が響いてくる。この部分はドイツ語とフランス語が交錯する。バリトン独唱に続いて、児童合唱の中の1人が「天使の声」を演じる。バリトンが『グローリア』を歌い、速度を速めてハ長調で合唱が「主をほめたたえよ！」と高らかに歌う。この部分ではバッハがカンタータ140番『目覚めよ、と呼ぶ声あり』に使用したフィリップ・ニコライ（Philipp Nicolai ）のコラールが対旋律として用いられている。合唱が歌い収めるとオルガンとトランペットが壮大に響き渡り、徐々に静まってゆく。そして、今まで出てきた旋律の断片を回想しつつ、オルガンが冒頭の和音を逆に辿り静かに消えてゆく。

## 主な録音
| 録音年 | 指揮                       | オーケストラ＆主な合唱団                             | バリトン                   | オルガン                               | 発売レーベル |
| ------ | -------------------------- | ---------------------------------------------------- | -------------------------- | -------------------------------------- | ------------ |
| 1954   | ジョルジュ・ツィピーヌ     | パリ音楽院管弦楽団＆エリザベート・ブラッスール合唱団 | ピエール・モレ             | モーリス・デュリュフレ                 | EMI          |
| 1954   | パウル・ザッハー           | ラムルー管弦楽団＆エリザベート・ブラッスール合唱団   | ミシェル・ルー             | モーリス・デュリュフレ                 | フィリップス |
| 1961   | エルネスト・アンセルメ     | スイス・ロマンド管弦楽団＆ローザンヌ放送合唱団       | ピエール・モレ             | （表記なし）                           | デッカ       |
| 1966   | セルジュ・ボド             | プラハ交響楽団＆チェコ合唱団                         | インドジフ・インドラーク   | ヤロスラフ・トヴルスキー               | スプラフォン |
| 1971   | ジャン・マルティノン       | フランス国立放送管弦楽団＆合唱団                     | カミーユ・モラーヌ         | アンリエット・ピュイグ＝ロジェ         | EMI          |
| 1982   | リボール・ペシェク         | チェコ・フィルハーモニー管弦楽団＆合唱団             | ヴァーツラフ・ジーテク     | ヤロスラフ・トヴルスキー               | スプラフォン |
| 1987   | マーティン・ニアリー       | イギリス室内管弦楽団＆ウィンチェスター大聖堂聖歌隊   | ドナルド・スウィーニー     | ティモシー・バイラム＝ウィグフィールド | EMI          |
| 1989   | ミシェル・コルボ           | グルベンキアン管弦楽団＆合唱団                       | ジル・カシュマイユ         | ニコラス・マクネア                     | エラート     |
| 2007   | ティエリー・フィッシャー   | BBCウェールズ・ナショナル管弦楽団＆合唱団            | ジェームズ・ラザフォード   | ロバート・コート                       | ハイペリオン |
| 2009   | ウラディーミル・ユロフスキ | ロンドン・フィルハーモニー管弦楽団＆合唱団           | クリストファー・モルトマン | （表記なし）                           | LPO          |